# Minho-Lima
Minho-Lima és una subregió estadística portuguesa, part de la Regió Nord, que correspon íntegrament al Districte de Viana do Castelo. Limita al nord i a l'est amb Galícia, al sud amb Cávado i a l'oest amb l'oceà Atlàntic. Àrea: 2255 km². Població (2001): 250 273.

## Composició
Comprèn 10 concelhos:
- Arcos de Valdevez
- Caminha
- Melgaço
- Monção
- Paredes de Coura
- Ponte da Barca
- Ponte de Lima
- Valença
- Viana do Castelo
- Vila Nova de Cerveira

La regió es troba delimitada, grosso modo, entre els dos rius dels que pren el nom: el Miño (amb desembocadura a Caminha) i el Limia (amb desembocadura a Viana do Castelo).